# Rafael Retamal
Rafael Retamal López (Talca, 1906 - 1992) fue un abogado y juez chileno. Fue ministro de la Corte Suprema de Chile, tribunal donde ejerció como presidente entre 1983 y 1988.

## Biografía

### Primeros años
Hijo de Juan Retamal Urrutia y Sara López Sepúlveda, es el penúltimo hijo de 12 hermanos. Nació en Talca el 6 de agosto de 1906. Realizó sus estudios básicos y secundarios en el Liceo Blanco Encalada de Talca;  y en la facultad de Derecho de la Pontificia Universidad Católica de Chile en Santiago en donde fue compañero de quien fuera posteriormente Cardenal de la Iglesia Católica,  Raúl Silva Henríquez.
Obtuvo el Premio Tocornal de la Pontificia Universidad Católica, como mejor alumno de su promoción. Juró como abogado en 1930.
Casado con Estela Rojas Morales, en Talca, el 3 de febrero de 1934, tuvieron tres hijos: Mireya, Rafael y Rubén.

### Carrera judicial
Ejerció la carrera de abogado en forma independiente hasta 1936, en Talca, año que ingreso al Poder Judicial como juez de Parral. En 1945 pasó a ser juez de San Fernando. En 1949 fue nombrado juez del Segundo Juzgado del Crimen de Santiago. En 1953, bajo el gobierno del Presidente Carlos Ibáñez del Campo, asumió como ministro de Corte de Apelaciones de Santiago. 
En 1966, fue investido como Ministro de la Corte Suprema, durante el gobierno del presidente Eduardo Frei Montalva. En 1970, fue nombrado miembro del Tribunal Constitucional, presidido por Enrique Silva Cimma. En 1974 fue nombrado miembro director de la Editorial Jurídica de Chile, cargo que ejerció hasta su muerte. 
Se caracterizó por un modo de vida austero y por desplazarse básicamente a pie y en transporte público. Viajaba a tribunales todos los días con su infaltable boina y maletín de cuero tipo escolar. Solo comenzó a utilizar automóvil en 1977, cuando a los ministros de la Corte Suprema se les asignó automóvil; aunque continuó siendo un empedernido peatón. 
Es considerado uno de los grandes juristas y uno de los presidentes de la Corte Suprema más destacados. Fue crítico a la actitud del Gobierno de Allende ante el Estado de Derecho y su disposición ante el Poder Judicial. 
En un comienzo fue partidario del golpe de Estado; pero, a diferencia de casi todos los otros miembros de la Corte Suprema, tempranamente pasó a oponerse a la dictadura de Pinochet. A raíz de ello, la Junta Militar (que actuaba como Poder Legislativo) extendió el período de la Presidencia de la Corte Suprema de tres a cinco años, para mantener por dos años más al ministro Israel Bórquez Montero (acérrimo partidario del régimen); postergando así la llegada de Retamal López a la jefatura del Poder Judicial. 
Durante su Presidencia (1983 a 1988), desairó al dictador al menos de dos maneras: en 1983 no asistió a un almuerzo al que Pinochet invitó a la Corte en pleno. Argumentó que no podía concurrir, pues el Gobierno era parte involucrada en causas ante el Poder Judicial; todos sus colegas de Corte asistieron y, pocos días después, públicamente contradijeron la actitud de Retamal López, en una clara muestra de adulación al dictador. Otra forma de evidente crítica al régimen militar fueron sus discursos, siempre muy breves, que como Presidente de la Suprema pronunciaba con ocasión del juramento de abogados chilenos (en Chile, el título de abogado lo otorga la Corte Suprema).
Temas como el exilio y la defensa de los derechos humanos, figuraban en esos discursos. El libro recopilatorio, titulado "Discursos de Rafael Retamal López", fue publicado durante el gobierno del Presidente Ricardo Lagos Escobar, en diciembre del 2003. El entonces Ministro de Justicia, Luis Bates Hidalgo, rindió homenaje a su memoria durante una sesión en pleno de la Corte Suprema y ante otras autoridades, ocasión en la que se presentó ese libro, el cual actualmente es materia de estudio en primer año de las escuelas de Derecho de la Universidad de Chile y Universidad Católica de Chile. 
Finalmente, fue el único Ministro de la Corte Suprema que no se acogió a la llamada "Ley Caramelo", que entregaba substanciosas indemnizaciones a los "supremos" que se jubilaran antes de 1990, mecanismo que buscaba garantizar una Corte Suprema afín a la dictadura en caso de que triunfara la oposición en el plebiscito de 1988 y las elecciones de 1989. Un nieto suyo (Edmundo Rojas Retamal) cuenta una anécdota: un día del verano de 1991, almorzando con él en García Moreno 921, Ñuñoa, al inquirirle por qué no aceptó jubilarse con tanto dinero, socarronamente —otra de sus características—, Retamal respondió: "Porque yo valía mucho más, pues…". 
Murió el 11 de septiembre de 1992, siendo ministro de la Corte Suprema.